# Pel Drukpay Tcheutsok
Pel Drukpay Tcheutsok (en tibétain : དཔལ་འབྲུག་པའི་ཆོས་ཚོགས་, Wylie : dpal 'brug pa'i chos tshogs, « centre Dharma des glorieux Drukpas ») est une congrégation bouddhiste situé à Plouray dans le Morbihan en France.
Cette congrégation est le siège européen de la branche Drukpa de l'école Kagyupa du bouddhisme tibétain. Le représentant en Europe de Gyalwang Drukpa, le chef de la branche Drukpa, est Drubpön Ngawang Tenzine et il réside à Plouray.
Drukpa Paris est reliée à la congrégation Pel Drukpay Tcheutsok et membre de la Fédération du bouddhisme tibétain et de l'Union bouddhiste de France.

## Évènements
Lors de sa visite en France en août 2008, le Dalai Lama s'est rendu au centre de Pel Drukpay Tcheutsok et il fut accueilli par près de 5 000 personnes. 
Le centre a reçu le Gyalwang Drukpa entre le 27 décembre 2008 et le 3 janvier 2009. 

## Personnalités notables
- Marie-José Lamothe, une photographe, écrivain et traductrice française, spécialiste du Tibet.